# Mordenita
La mordenita és un mineral de la classe dels silicats (tectosilicats), i dins d'aquesta pertany a l'anomenat grup de les zeolites. Va ser descoberta el 1864, rebent el nom de la localitat tipus, Morden, a Nova Escòcia (Canadà).

## Característiques
La mordenita és un mineral de la classe dels tectosilicats, i com totes les zeolites és un aluminosilicat hidratat de sodi, calci i potassi. La seva fórmula és (Na₂,Ca,K₂)Al₂Si10O24·7H₂O. A més dels elements de la seva fórmula, sol portar com a impuresa l'element magnesi. A la natura s'hi pot trobar una varietat de mordenita rica en potasi. La mordenita cristal·litza en el sistema ortoròmbic, formant cristalls prismàtics, aciculars a fibrosos i fins; també forma grups radials i agregats cotonosos, i s'hi pot trobar compacte.
Segons la classificació de Nickel-Strunz, la mordenita pertany a «02.GD: Tectosilicats amb H₂O zeolítica; cadenes de 6-enllaços – zeolites tabulars» juntament amb els següents minerals: gmelinita-Ca, gmelinita-K, gmelinita-Na, willhendersonita, cabazita-Ca, cabazita-K, cabazita-Na, cabazita-Sr, cabazita-Mg, levyna-Ca, levyna-Na, bellbergita, erionita-Ca, erionita-K, erionita-Na, offretita, wenkita, faujasita-Ca, faujasita-Mg, faujasita-Na, maricopaita, dachiardita-Ca, dachiardita-Na, epistilbita, ferrierita-K, ferrierita-Mg, ferrierita-Na i bikitaita.

## Formació i jaciments
Es troba en roques ígnies de tipus andesita, formant vetes i cavitats amigdaloides. Apareix també com a producte secundari de la hidratació de cristall volcànic. En sediments apareix com a mineral autigènic. Sol trobar-se associada a altres minerals com: calcita, caolinita, glauconita o d'altres zeolites.